# Peter van de Locht

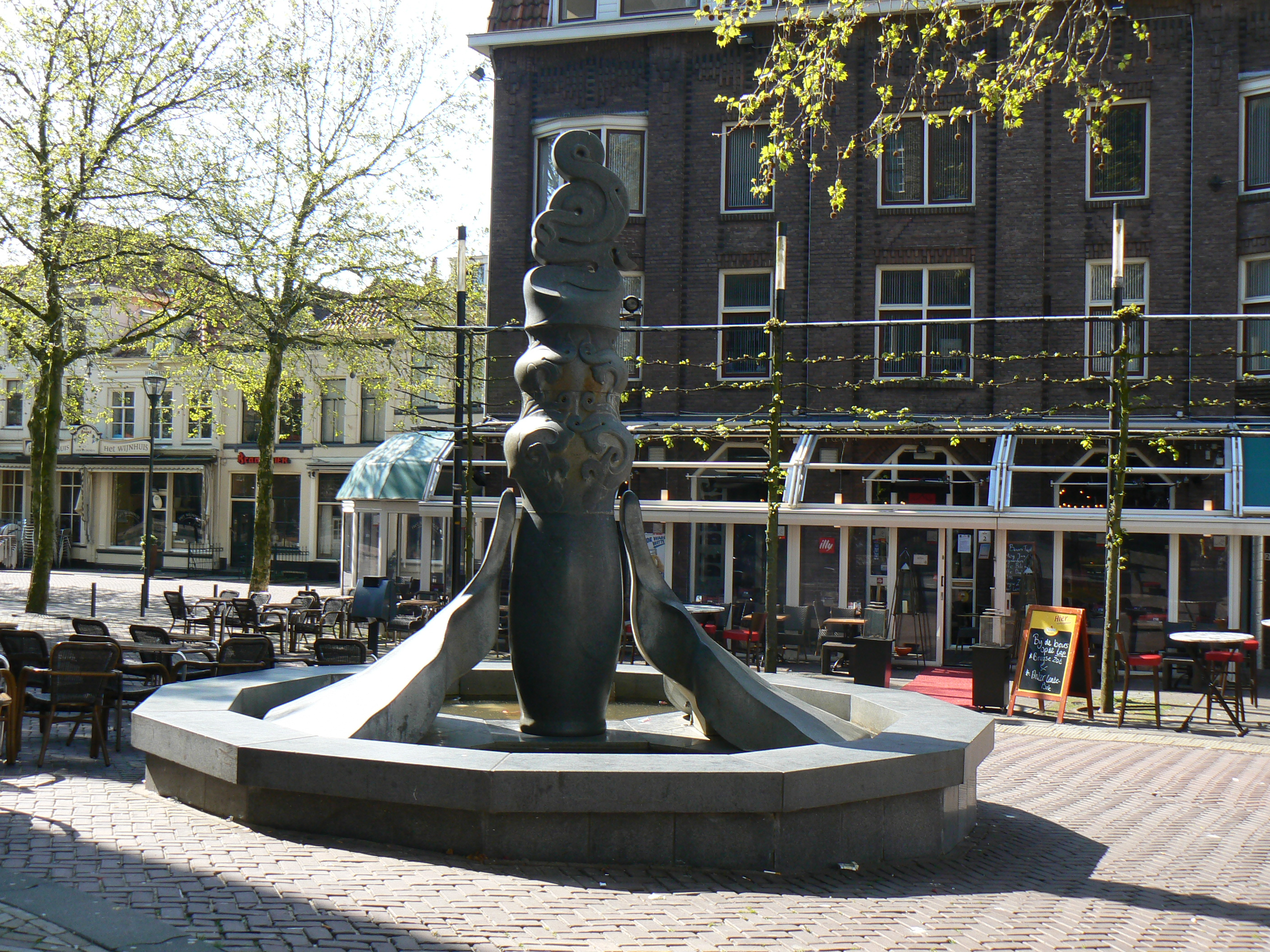
Watersculptuur (1995) in Zwolle

Peter Herman van de Locht (* 9. November 1946 in Millingen (Rees)) ist ein deutsch-niederländischer Maler, Grafiker und Bildhauer, der zunächst auch als Jazzmusiker (Alt-, Tenor- und Sopransaxophon) hervorgetreten ist.

## Leben und Wirken
Van de Locht, Sohn eines Architekten und Baumeisters, besuchte nach einer Ausbildung bei Waldemar Kuhn (ab 1960) von 1964 bis 1968 die Werkkunstschule Krefeld und anschließend bis 1969 die Werkkunstschule Wuppertal, wo er bildende Kunst bei Hein Wimmer und Guido Jendritzko studierte. 
Daneben spielte van de Locht Klarinette. Zunächst holte ihn Boy Raaymakers in Nijmegen in die Charlestown Jazz Band, wo er Dixieland spielte. 1967 wechselte er zum Free Jazz und spielte in Gruppen wie dem Free Music Quintet, Free Jazz Quartet oder Group Music auf dem Saxophon. Von 1969 bis 1970 studierte er am Institut für Sonologie der Universiteit Utrecht. Als Musiker spielte er von 1970 bis 1974 mit Peter Kowald und auch mit der Rockgruppe Sweet Smoke, um dann mit Musica Negativa tätig zu sein. 1970 nahm er an der Biennale von Venedig teil. 1979 beendete er die musikalische Tätigkeit und konzentrierte sich auf die Bildhauerei.
1977 hatte er gemeinsam mit seinem Bruder Klaus van de Locht (1942–2003) eine Ausstellung in  Wesel: Zwei niederrheinische Künstler in den Niederlanden. 1981/1982 nahm er an dem internationalen Steinbildhauersymposium in Nordhorn teil und trug einige Werke zu dem dort konzipierten Kunstwegen bei. 1994 erhielt er den Kunstpreis der Künstler, Düsseldorf.
Zwischen 1977 und 1989 war er Dozent der Kunsthochschule Arnheim und von 1989 bis 2005 an der Hogeschool voor de Kunsten Utrecht. 2008 erhielt er eine Professur für Bildhauerei an der Universität Shanghai.

## Werke im öffentlichen Raum (Auswahl)
- Afsluitpaal (1975), Kannenmarkt/Korenmarkt in Nijmegen
- Kern - beweging en relaties (1976), Barbarossastraat in Nijmegen
- Het midden en zijn verplaatsing (1980), Tolhuis 10e straat in Nijmegen
- Drie elementen (1981), Prof. Bellefroidstraat in Nijmegen
- Bauwerk für die guten Gefühle (1981),  Kunstwegen in Frenswegen
- Sublime Symbols (1981/83), Kunstwegen in Nordhorn
- Twee reliëfs (1983), Waalkade in Nijmegen
- Architectuur der natuur (1983), Waalkade in Nijmegen
- Zeven zuilen (1984/85), Heidelberglaan in Utrecht
- Twee zuilen (1986), Hunnerpark in Nijmegen
- Zonder titel (1987/88), Sammlung Museum De Paviljoens in Almere-Buiten
- Zuil (1988), Prof. Huijbersstraat in Nijmegen
- Sublime Symbols (1994), Zaagmolenlaan in Woerden (Hofpoort Ziekenhuis)
- Watersculptuur (1995), Grote Kerkplein in Zwolle
- Sublime Symbols (1997), De Wittenkade in Amsterdam
- ...was sein doch muß, dringt Körper ein in Körper ... Zweiteilig (2001), Duisburg
- Vijf zuilen fünfteilig (2009), Sprengeweg (Heydelaan, Regentesselaan) in Apeldoorn

## Diskographie
- Free Music Quintet Free Music (ESP-Disk, mit Boy Raaymakers, Erwin Somer, Ferdy Rikkers, Pierre Courbois; 1968)
- Free Music & Orgel (Schwann; 1969, mit Pierre Courbois, Edgar M. Böhlke, Oskar Gottlieb Blarr, Erwin Sommer, Ferdi Rickers, Boy Raaymakers)
- Peter Kowald Quintett FMP, mit Günter Christmann, Paul Rutherford und Paul Lovens; (1972)

## Fotogalerie

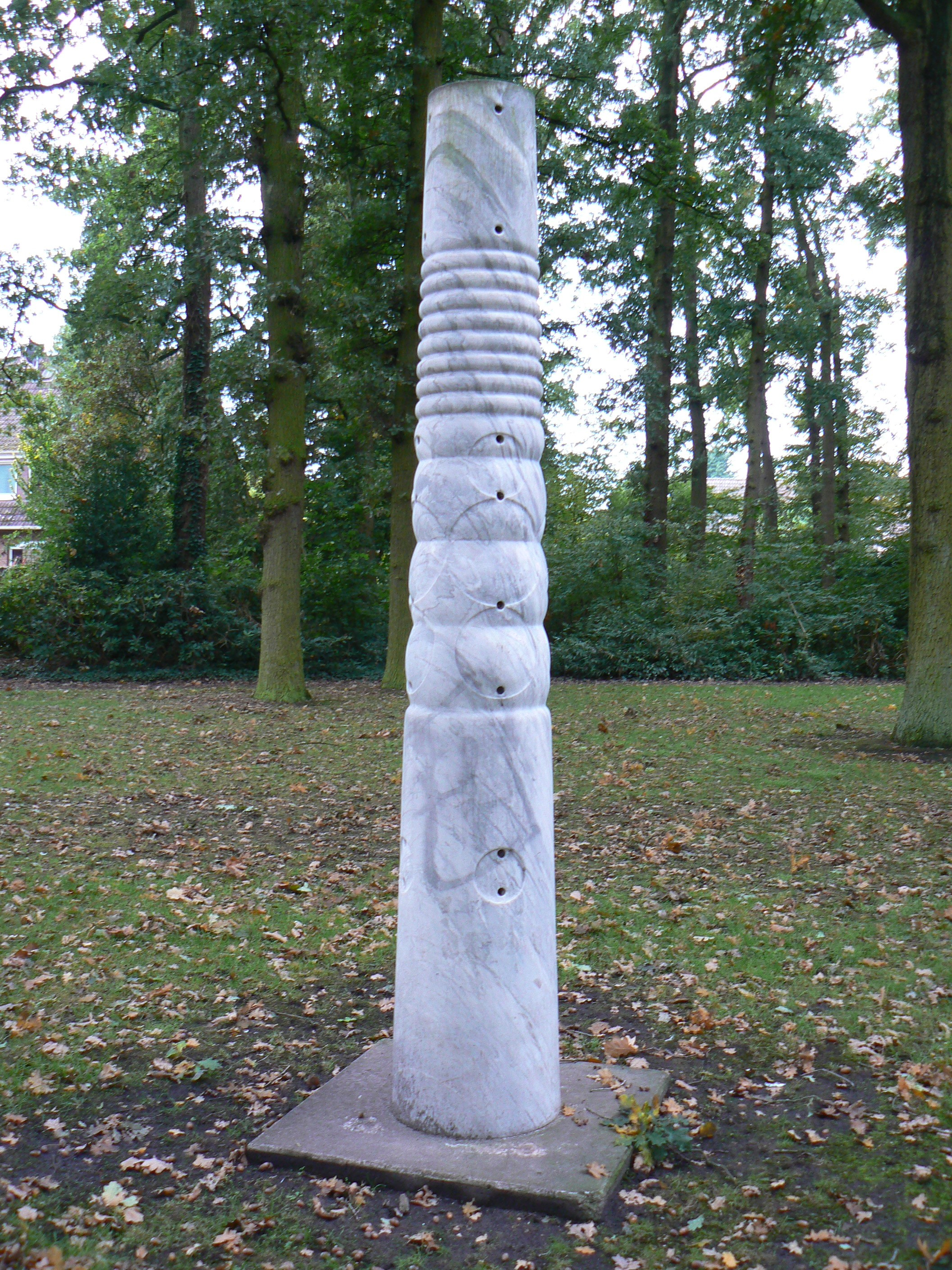
Sublime Symbols in Nordhorn
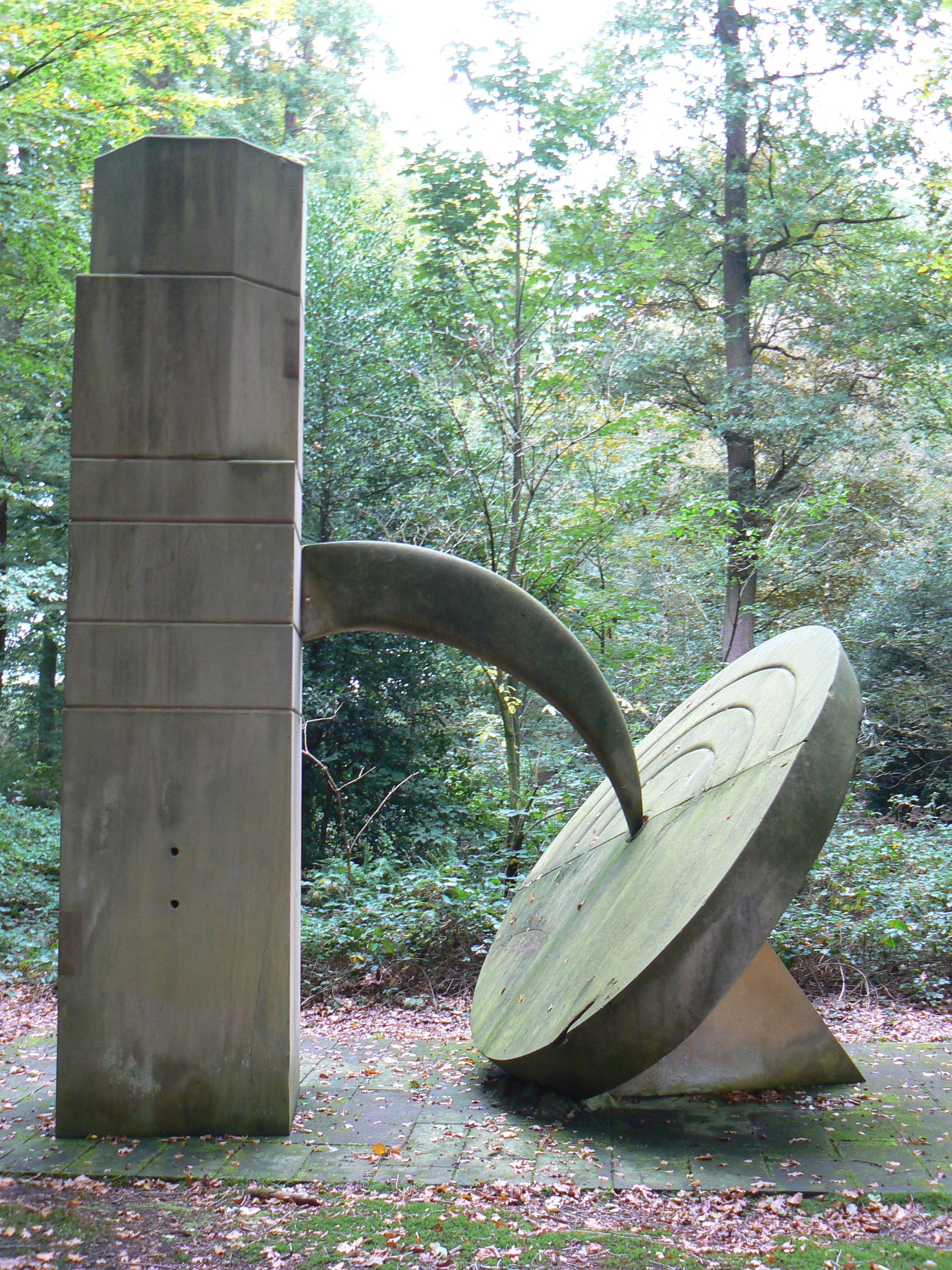
Bauwerk für die guten Gefühle in Frenswegen
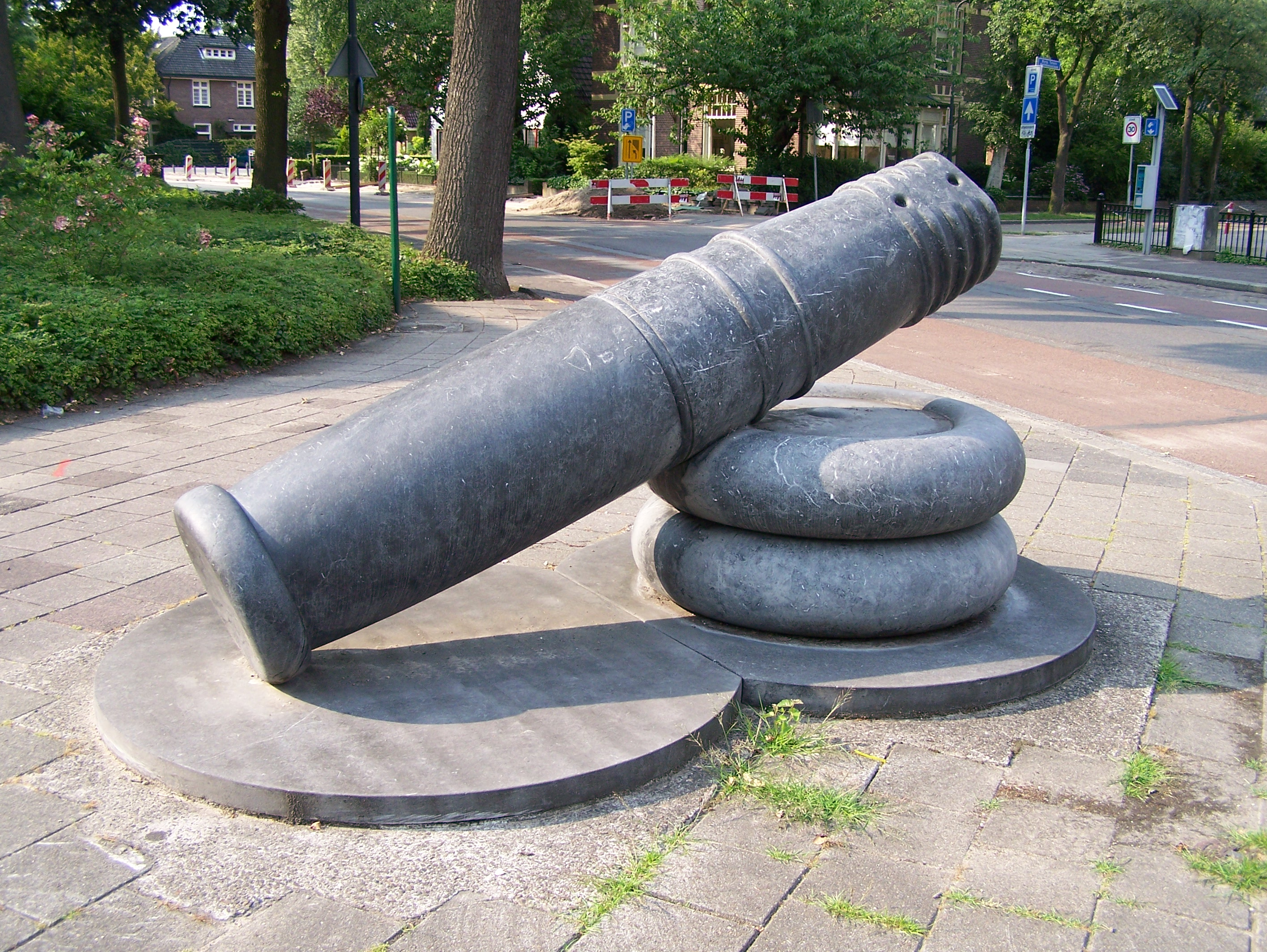
Liggende zuil in Apeldoorn
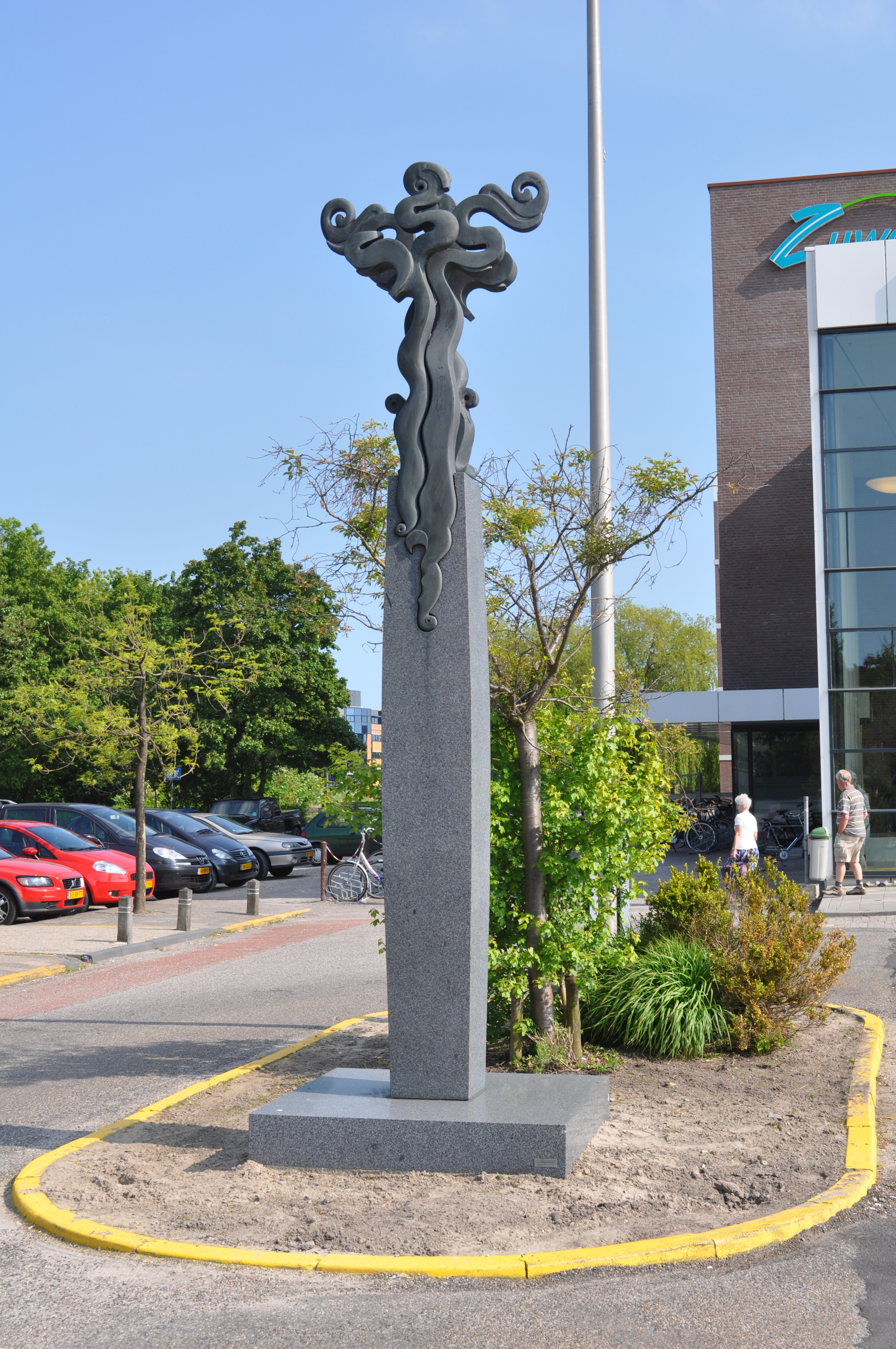
Sublime Symbols in Woerden